# Castelnau-d’Auzan
Castelnau-d’Auzan ist eine Ortschaft und eine ehemalige französische Gemeinde mit zuletzt 1047 Einwohnern (Stand: 1. Januar 2013) im Département Gers in der Region Okzitanien (bis 2015: Midi-Pyrénées). Sie gehörte zum Arrondissement Condom und zum Wahlkreis (Kanton) Montréal. Die Einwohner nennen sich Auzanais.
Mit Wirkung vom 1. Januar 2016 wurden die bisherigen Gemeinden Castelnau-d’Auzan und Labarrère zu einer Commune nouvelle mit dem Namen Castelnau d’Auzan Labarrère zusammengeschlossen. Lediglich Labarrère wurde in der neuen Gemeinde der Status einer Commune déléguée zuerkannt. Der Verwaltungssitz befindet sich in Castelnau-d’Auzan.

## Geographie
Das Dorf liegt am Flüsschen Gélise, 26 Kilometer östlich der Stadt Condom (manchmal auch Condom-en-Armagnac genannt), in der Gascogne. Es befindet sich am Rande ausgedehnter Wälder. Das Dorf liegt auf der Wasserscheide zwischen den Flüssen Gélise und Izaute auf dem Standort eines alten Schlosses (Castrum). Castelnau-d’Auzan ist umgeben von Weinbergen der Côtes de Gascogne, und auf den schrägen Anhöhen ringsum liegen kleine Ansiedlungen. Die nächstgelegenen Bahnhöfe sind: Mont-de-Marsan (55 Kilometer), Agen (65 Kilometer) und Auch (70 Kilometer). Als nächstgelegene Flugplätze können Toulouse (140 Kilometer), Bordeaux (150 Kilometer) und Pau (100 Kilometer) betrachtet werden. Durch die geographische Lage liegen einerseits die Atlantikküste und anderseits die Skigebiete von Südfrankreich nur 145 km entfernt.

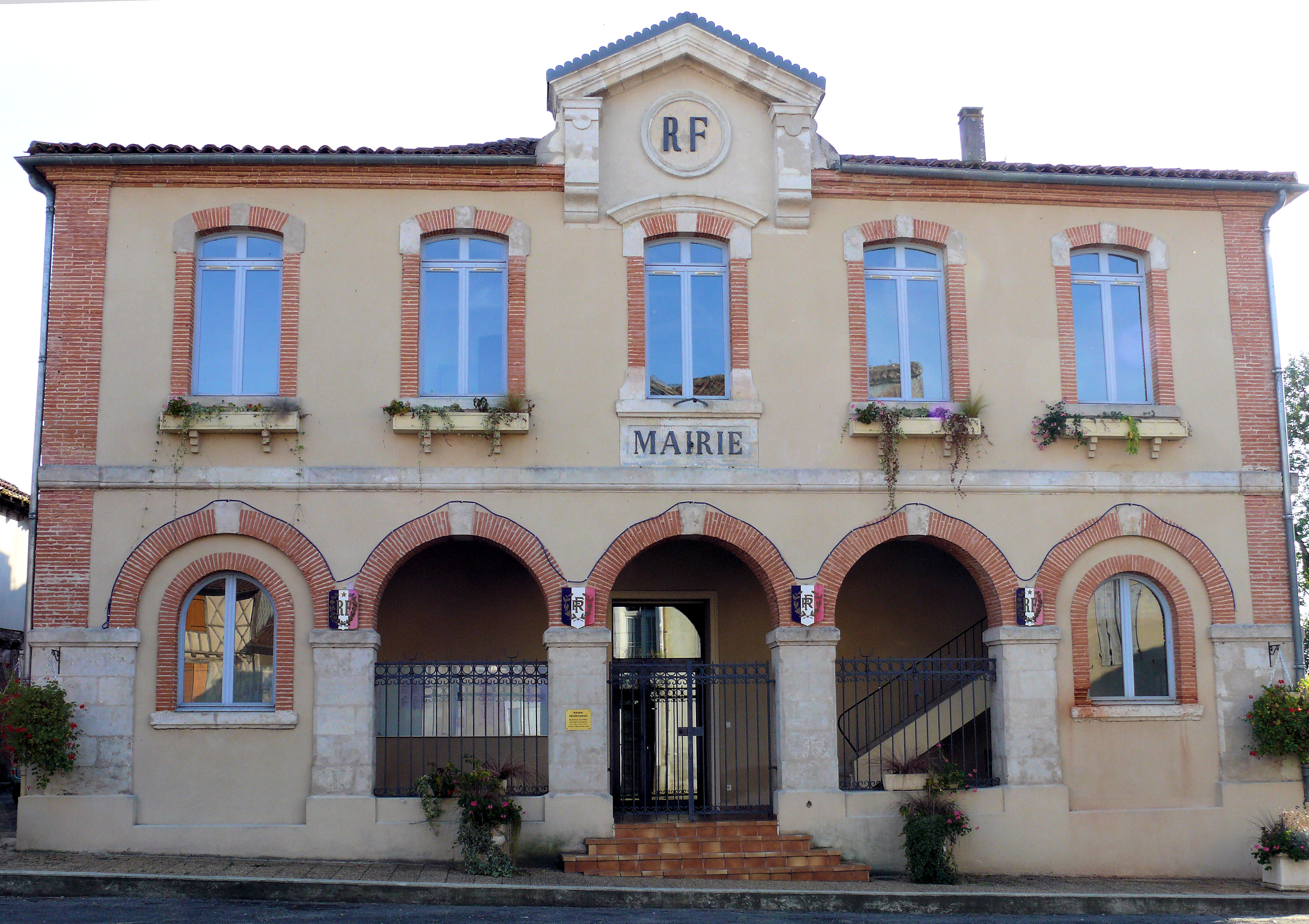
Ehemaliges Rathaus

## Geschichte
Der Name Castelnau-d’Auzan bedeutet sinngemäß neues Schloss im Land von Éauzan. Vom Schloss selbst sind hier und dort im Dorf noch Mauerreste vorhanden. Nahe dem ’’Place de la Mairie’’ mit dem Rathaus findet man die älteste Straße Castelnaus, die „Rue du Canon“. Sie stammt aus dem 15. Jahrhundert.

### Bevölkerungsentwicklung
| Jahr                       | 1962 | 1968 | 1975 | 1982 | 1990 | 1999 | 2005 | 2013 |
| Einwohner                  | 1295 | 1291 | 1207 | 1109 | 1062 | 1036 | 1085 | 1047 |
| Quellen: Cassini und INSEE |      |      |      |      |      |      |      |      |

## Traditionelle Feste
- Ostermontag: Warenmarkt und Course Landaise.
- Zweitletztes Wochenende im Juli: Dorffest mit Konzerten, course landaise, Warenmarkt, Kielspielen und Schlagball.
- Erstes Wochenende im August: Fest in Arèch mit Tanz und vielen Festlichkeiten
- Drittes Wochenende im August: Festival in Houeillères mit vielen Festlichkeiten

## Sehenswürdigkeiten
- ehemaliges Rathaus
- Arena für das gascognische Kühekampfspiel, die Course Landaise
- Mehrere alte Armagnac-Keller sind zu besichtigen
- Kirche Sainte Marie-Madeleine in der Mitte von Castelnau, neugotische Kirche aus dem 19. Jahrhundert
- Kirche Saint Jean de Béziey aus dem 11. Jahrhundert, bekannt für ihre Quelle, die entsprechend der Überlieferung Augenkrankheiten heilen soll
- Kirche Saint Martin d'Arèch aus dem 15. Jahrhundert mit einem eigentümlichen zylinderförmigen Glockenturm
- Kirche Rieupeyroux des Dorfes Houeillères mit einem außergewöhnlichen schmiedeeisernen Kreuz
- Kirche Notre-Dame de Pibèque, regionaler Wallfahrtsort aus dem 15. Jahrhundert mit Heilquelle

## Persönlichkeiten
- Joseph-Nicolas Barbeau Barran war Abgeordneter der Nationalversammlung und des Chambre des Cent-Jours, geboren in 1761 in Castelnau-d’Auzan und verstorben 1816 in der Schweiz. Beim Prozess gegen Ludwig XVI. votierte er für die Schuld des Königs und für die Todesstrafe. Er wurde Präsident des Jakobinerklub und Gegner von Robespierre. Bei der zweiten Restaurierung 1816 wurde er wegen der Ermordung des Königs zum Exil verurteilt und zog sich in die Schweiz zurück.
- General Henri de Mibielle, 1814 in Castelnau-d’Auzan geboren, gestorben 1910, seine Gruft befindet sich auf dem Friedhof von Béziey.